# Ceratophyus hoffmannseggi
Ceratophyus hoffmannseggi är en skalbaggsart som beskrevs av Leon Fairmaire 1856. Ceratophyus hoffmannseggi ingår i släktet Ceratophyus och familjen tordyvlar. Inga underarter finns listade i Catalogue of Life.

## Bildgalleri

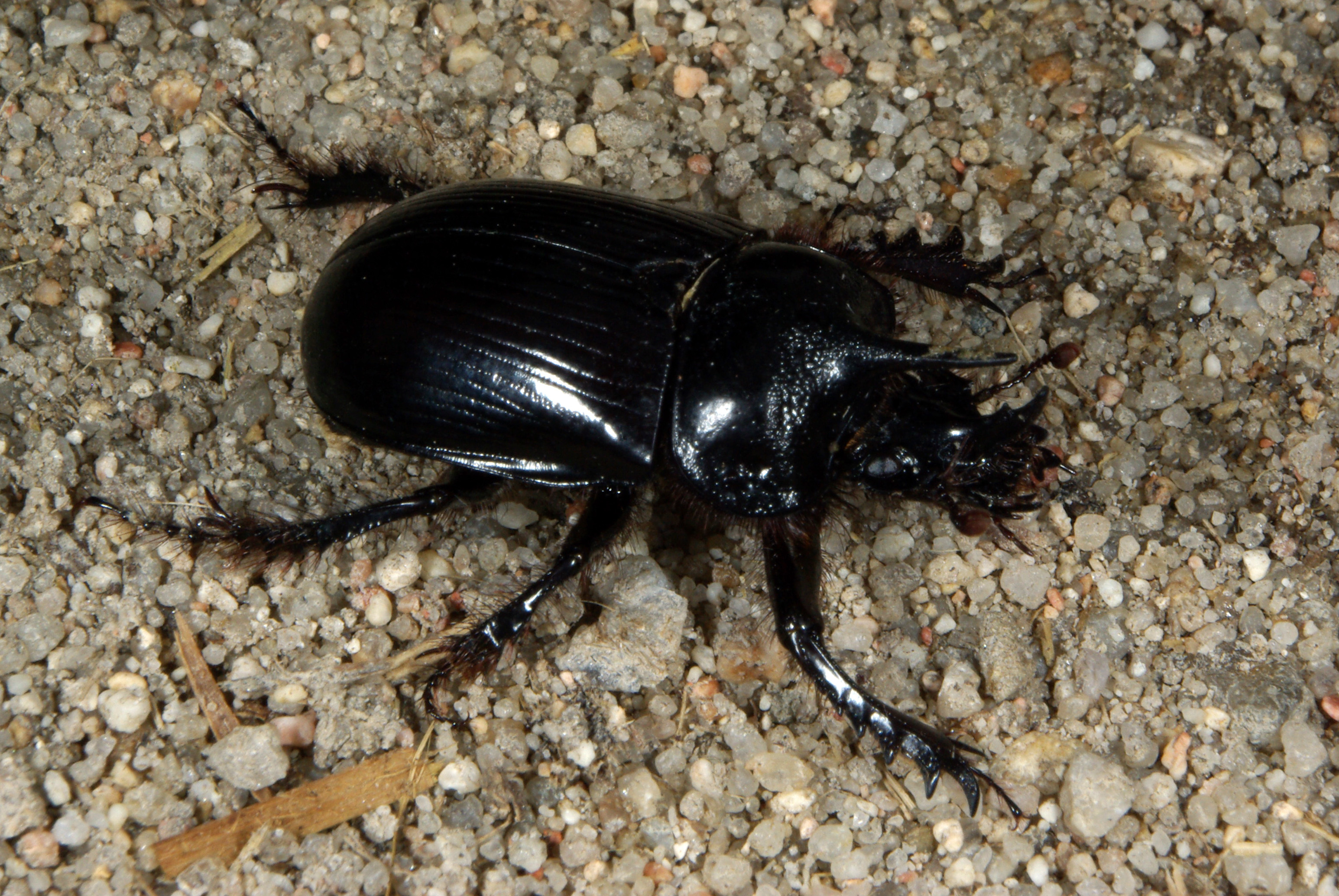
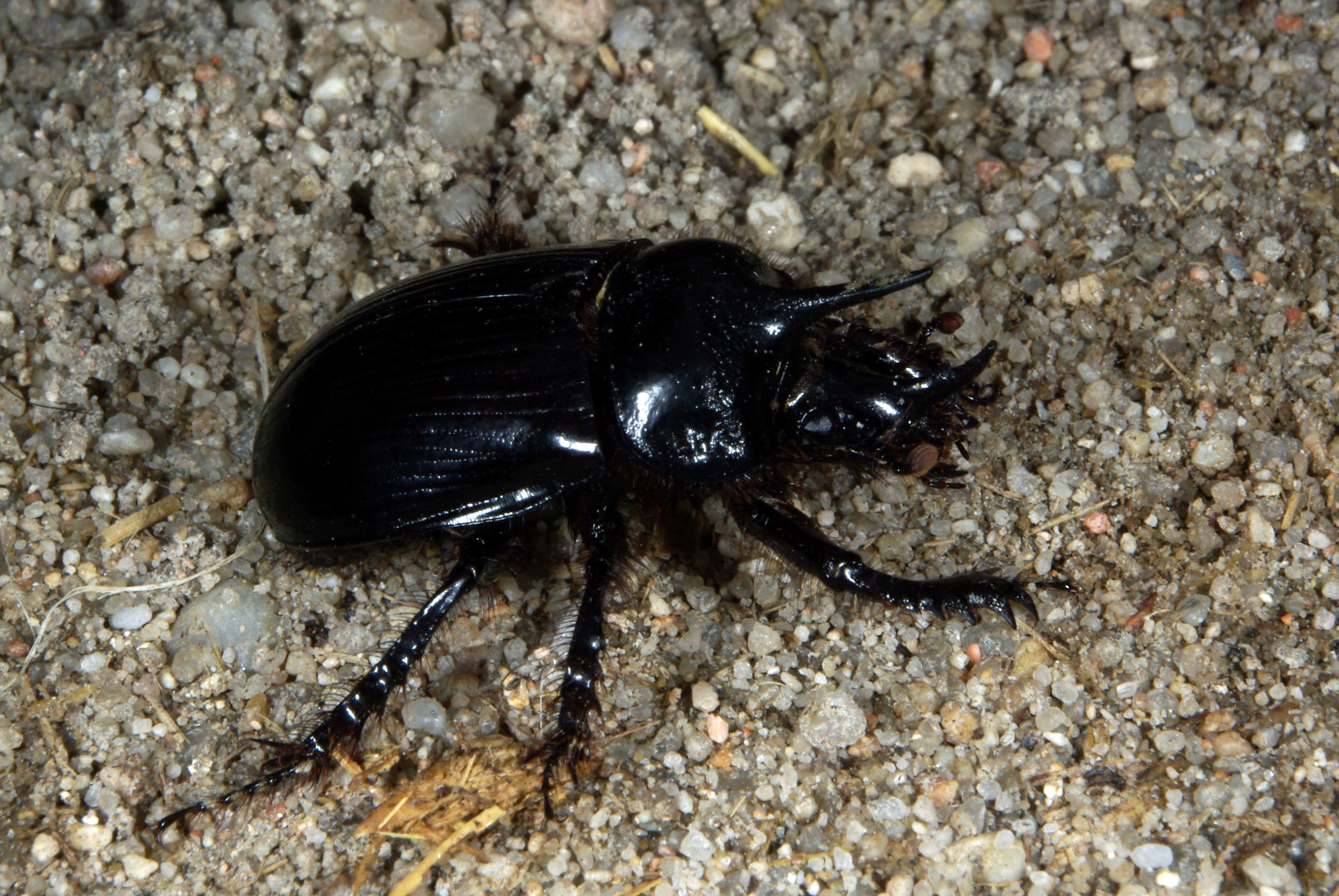
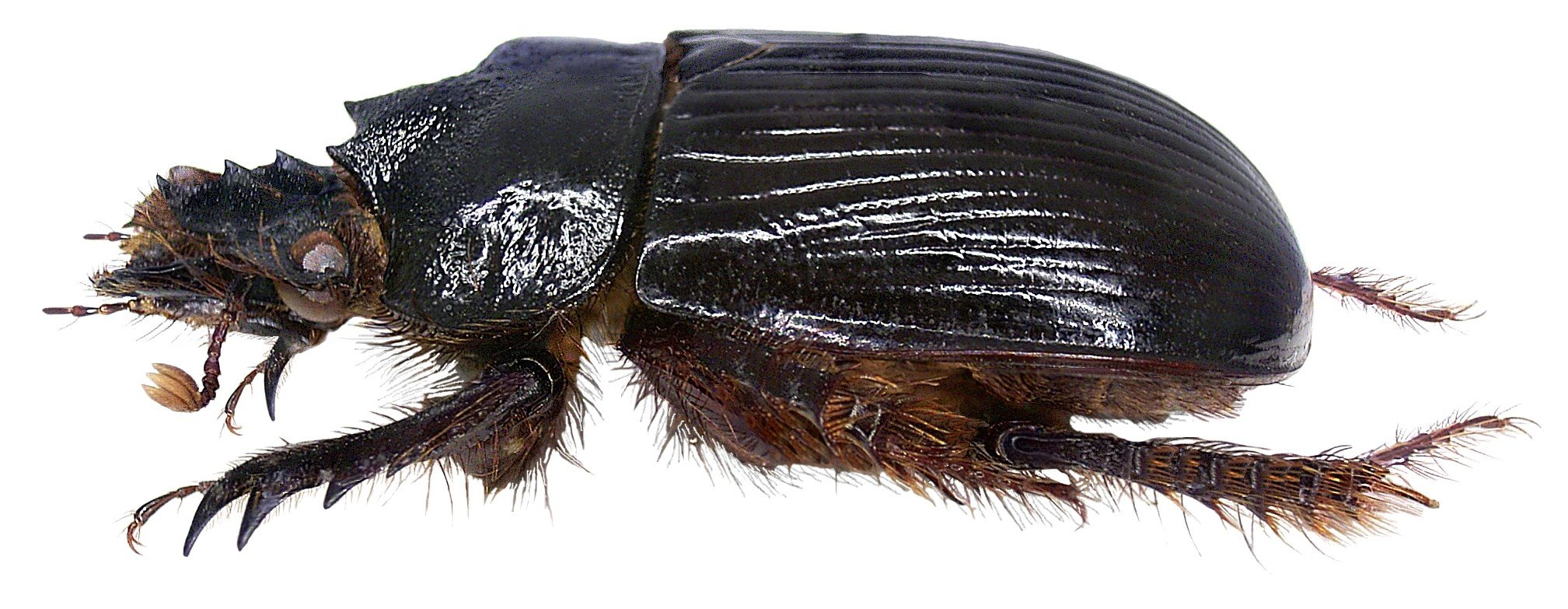
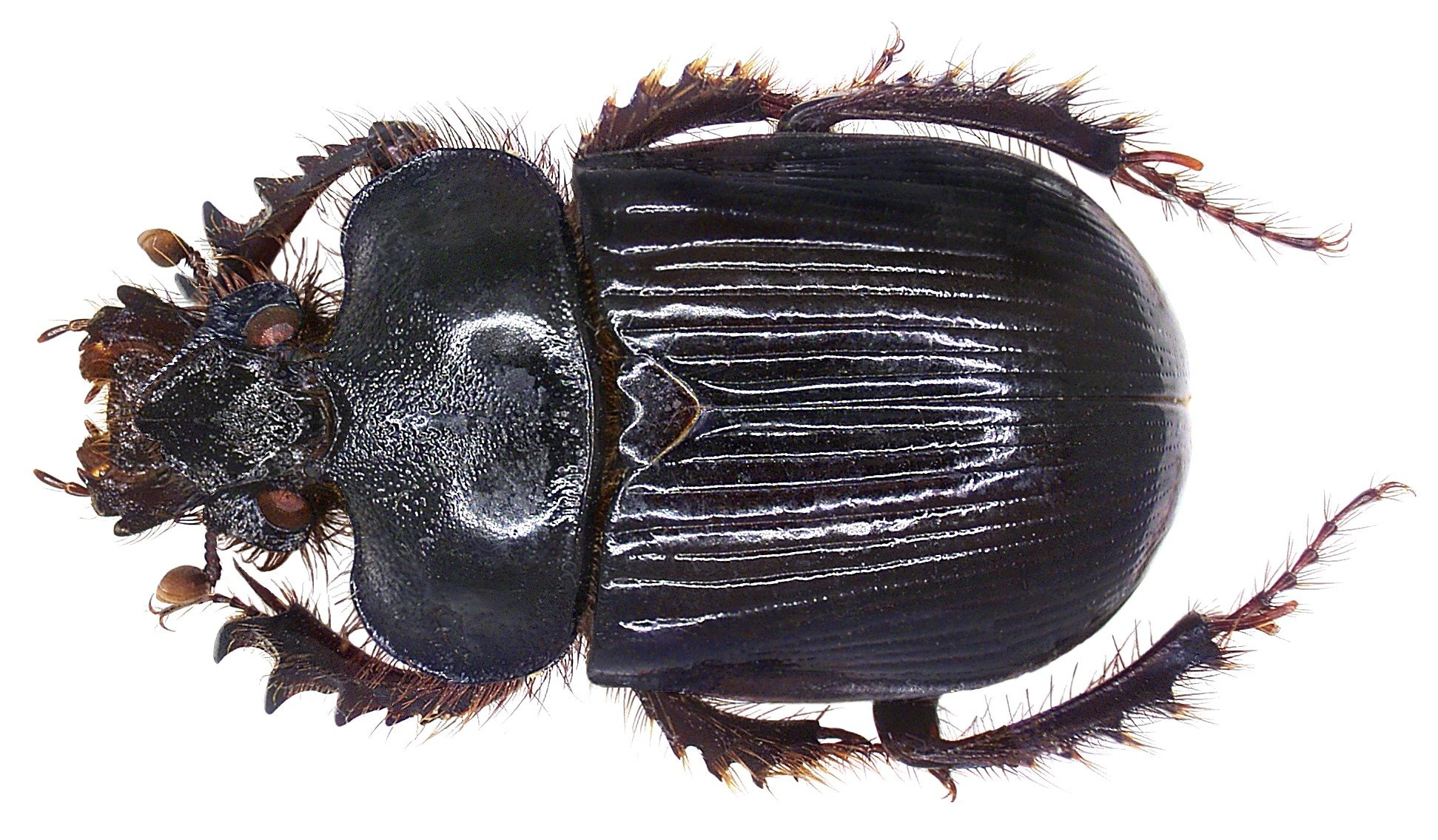